# أعداد فيرما شبه الأولية
في نظرية الأعداد،تمثل أعداد فيرما شبه الأولية (بالإنجليزية: Fermat pseudoprime)‏ أهم صنف من الأعداد شبه الأولية التي تنبثق من مبرهنة فيرما الصغرى.